# Orla II
Orla II (Orla odmienna, Sasowskie, Szasoroskie) – herb szlachecki z nobilitacji. Wczesna wersja polski herbu Orla albo Saszor.

## Opis herbu
W polu srebrnym orzeł czarny bez głowy.
Klejnot – trzy pióra strusie.

## Najwcześniejsze wzmianki
Osobisty (i oryginalny) herbu ponoszone przez szlachta śląska Domu Saszowskich (Szaszowski lub Schaschowsky) ponieważ przed rokiem 1380 i gałąź/potomkowie vel Gierałtowskich (Geraltowski lub Geroltowsky) i Palczowskich (Palczewski lub Paliszewski).

## Etymologia
Józef Szymański, autor Herbarz rycerstwa polskiego z XVI wieku, twierdzi, Orla odmienna to nazwa urobiona od podstawowej wersji herbu, Sasowskie jest nazwą nierozpoznaną, być może przezwiskową, zaś Szasorowskie – nazwą nazwiskową.

## Herbowni
Kasper Suski vel Gaspare Castiglione (z 21 lutego 1564), Czarnocki (z 4 lipca 1569).